# Rondo 1-B
Rondo 1-B ist der Name eines Wolkenkratzers in der Innenstadt der polnischen Hauptstadt Warschau am Rondo ONZ 1. Der 40 Etagen hohe Wolkenkratzer ist mit einer Höhe von 192 m (159 m ohne Antenne) der neunthöchste Wolkenkratzer Polens (Stand Juli 2024). Das Hochhaus mit seiner Fläche von 70.000 m² wurde vom Architekturkonzern Skidmore, Owings and Merrill geplant, 2003 wurde mit den Bauarbeiten begonnen und am 7. März 2006 wurde das Gebäude eröffnet. Das dazugehörige zehnstöckige Nebengebäude, in dem Handels- und Dienstleistungsausstellungen abgehalten werden, wurde 2005 fertiggestellt. Das Gebäude dient unter anderem als Sitz der Europäischen Agentur für die operative Zusammenarbeit an den Außengrenzen, Frontex.
Das Hochhaus wurde von Hochtief Polska als Generalunternehmer errichtet. Rondo 1-B war die erste Investition von Hochtief Projektentwicklung in Polen.